# Lukas Lamla

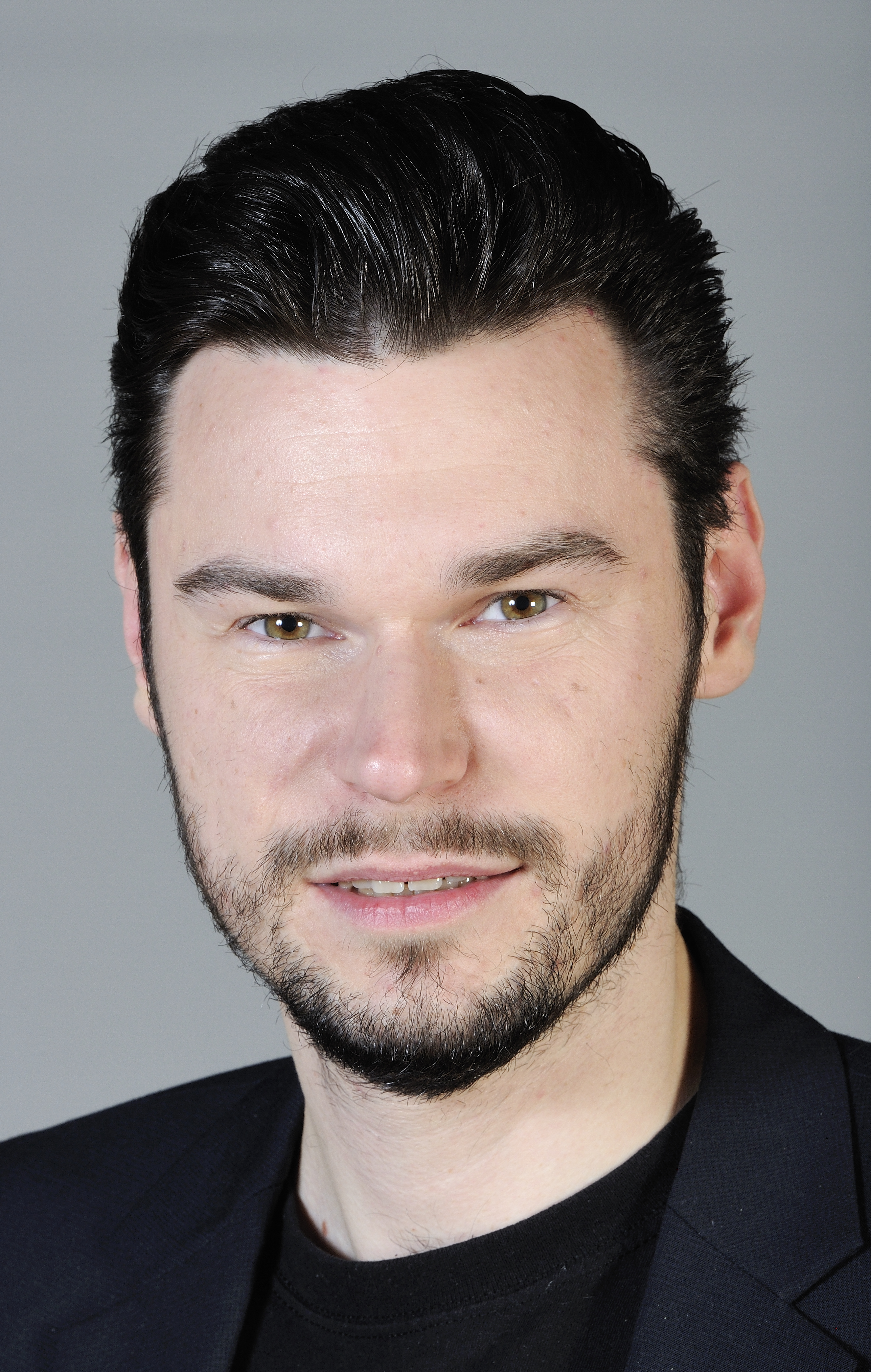
Lukas Markus Lamla

Lukas Markus Lamla (* 24. April 1983 in Piekary Śląskie, Polen) ist ein deutscher Politiker der Piratenpartei. Er war von 2012 bis 2017 Landtagsabgeordneter in NRW.

## Biografie
Lukas Lamla wuchs in Piekary Śląskie, Oberschlesien/Polen und Neuss als Sohn eines Bergmanns und einer Lehrerin auf. Er ist gelernter Berufsfeuerwehrmann und hat zusätzlich eine Berufsausbildung zum Notfallsanitäter. Seit seiner Jugend ist er Mitglied des Chaos Computer Club. Er ist weiterhin Gründungsmitglied des Hackerspace fnordeingang e. V. Neuss sowie des Freifunk Rheinland e. V.

## Partei und Politik
Im Januar 2009 trat Lukas Lamla der Piratenpartei bei. Bei der Landtagswahl in Nordrhein-Westfalen 2012 am 13. Mai 2012 wurde Lamla auf Platz 2 der Landesliste der Piratenpartei Nordrhein-Westfalen in den Landtag von Nordrhein-Westfalen gewählt. In seiner Funktion als Wahlkampfkoordinator leitete er zugleich hauptverantwortlich den Wahlkampf der Piratenpartei NRW.
Er beschäftigte sich im Schwerpunkt mit der Digitalisierung im Bereich des Handwerks und Mittelstands. Dafür erhielt er mit der Floriansmedaille den Ehrenpreis des Handwerks NRW. Innerhalb seiner Fraktion war er Sprecher für Netz- und Medienpolitik, Kultur und Sport. Weiterhin war er stellvertretender Ausschussvorsitzender des Kultur und Medien Ausschusses des Landtags NRW.  Im Bereich der Drogenpolitik setzt er sich für eine Liberalisierung ein, insbesondere von Cannabis als Medizin. Mit dem Ende der Legislaturperiode schied Lamla 2017 aus dem Landtag aus.

## Weiteres Engagement
Er ist Mitglied des Kuratoriums der Sportstiftung NRW.
Im Februar 2018 wurde Lukas Lamla in den Vorstand des Neusser Traditionsvereins VfR Neuss gewählt und übte dort das Amt des Geschäftsführers aus.